# 2015 VT168
2015 VT168 est un objet transneptunien binaire, les deux objets orbitant à 1 100 km l'un de l'autre en 5,2 jours.